# Diego Oyarzún
Diego Alejandro Oyarzún Carrasco (Santiago, Chile, 19 de enero de 1993) es un futbolista chileno. Juega como defensa en el club Everton de la Primera División de Chile.

## Inicios
Es formado en Universidad Católica, donde logra a ganar el Campeonato Sub-18 en 2010 y participa en la Copa Libertadores Sub-20 del 2011

## Trayectoria

### Deportes Valdivia
Es enviado a préstamo a Deportes Valdivia el año 2012 donde es tutelado bajo las órdenes de Ricardo Lunari, llega a jugar 21 partidos.

### Universidad Católica
Vuelve a la UC a mediados del 2013 donde es tomado en cuenta por Martín Lasarte para la Copa Chile 2012-13 y luego de muy buenas actuaciones es subido al primer equipo.
En 2014 juega la fase de grupo de la Copa Chile como capitán.

### San Marcos de Arica
Llegó a este equipo a mediados de junio de 2014, en su segundo campeonato bajo las órdenes de Fernando Vergara jugó 12 partidos, en los que marcó 2 goles

### Unión La Calera
En junio de 2015 nuevamente parte a préstamo esta vez a Unión La Calera.

### Palestino
A mediados de 2016 llega a Palestino para disputar el Torneo de Clausura y la Copa Sudamericana.

## Estadísticas

### Clubes
| Club                         | Div.          | Temporada     | Liga  | Liga  | Copas(1) | Copas(1) | Torneos internacionales(2) | Torneos internacionales(2) | Total(3) | Total(3) |
| Club                         | Div.          | Temporada     | Part. | Goles | Part.    | Goles    | Part.                      | Goles                      | Part.    | Goles    |
| ---------------------------- | ------------- | ------------- | ----- | ----- | -------- | -------- | -------------------------- | -------------------------- | -------- | -------- |
| Deportes Valdivia · Chile    | 3ª            | 2013          | 21    | 1     | —        | —        | —                          | —                          | 21       | 1        |
| Deportes Valdivia · Chile    | Total club    | Total club    | 21    | 1     | 0        | 0        | 0                          | 0                          | 21       | 1        |
| Universidad Católica · Chile | 1ª            | 2013          | —     | —     | 7        | 1        | —                          | —                          | 7        | 1        |
| Universidad Católica · Chile | 1ª            | 2013-14       | 1     | 0     | —        | —        | —                          | —                          | 1        | 0        |
| Universidad Católica · Chile | 1ª            | 2014-15       | —     | —     | 4        | 0        | —                          | —                          | 4        | 0        |
| Universidad Católica · Chile | Total club    | Total club    | 1     | 0     | 11       | 1        |                            |                            | 12       | 1        |
| San Marcos · Chile           | 1ª            | 2014-15       | 23    | 2     | 3        | 0        | —                          | —                          | 26       | 2        |
| San Marcos · Chile           | Total club    | Total club    | 23    | 2     | 3        | 0        |                            |                            | 26       | 2        |
| Unión La Calera · Chile      | 1ª            | 2015-16       | 27    | 2     | 5        | 0        | —                          | —                          | 32       | 2        |
| Unión La Calera · Chile      | Total club    | Total club    | 27    | 2     | 5        | 0        | 0                          | 0                          | 32       | 2        |
| Palestino · Chile            | 1ª            | 2016-17       | 12    | 0     | 2        | 0        | 1                          | 0                          | 15       | 0        |
| Palestino · Chile            | 1ª            | 2017          | —     | —     | —        | —        | 1                          | 0                          | 1        | 0        |
| Palestino · Chile            | Total club    | Total club    | 12    | 0     | 2        | 0        | 2                          | 0                          | 16       | 0        |
| Zalgiris · Lituania          | 1ª            | 2017          | 13    | 1     | 2        | 1        | 1                          | 0                          | 16       | 2        |
| Zalgiris · Lituania          | 1ª            | 2018          | 7     | 0     | —        | —        | —                          | —                          | 7        | 0        |
| Zalgiris · Lituania          | Total club    | Total club    | 20    | 1     | 2        | 1        | 1                          | 0                          | 23       | 2        |
| Coquimbo Unido · Chile       | 1ª            | 2019          | 23    | 1     | —        | —        | —                          | —                          | 23       | 1        |
| Coquimbo Unido · Chile       | Total club    | Total club    | 23    | 1     | 0        | 0        | 0                          | 0                          | 23       | 1        |
| Huachipato · Chile           | 1ª            | 2020          | 20    | 0     | —        | —        | 2                          | 0                          | 22       | 0        |
| Huachipato · Chile           | Total club    | Total club    | 20    | 0     | 0        | 0        | 2                          | 0                          | 22       | 0        |
| Everton · Chile              | 1ª            | 2021          | 29    | 0     | 8        | 0        | —                          | —                          | 37       | 0        |
| Everton · Chile              | 1ª            | 2022          | 2     | 0     | —        | —        | —                          | —                          | 2        | 0        |
| Everton · Chile              | 1ª            | 2023          | 0     | 0     | 0        | 0        | —                          | —                          | 0        | 0        |
| Everton · Chile              | 1ª            | 2024          | 0     | 0     | 0        | 0        | —                          | —                          | 0        | 0        |
| Everton · Chile              | Total club    | Total club    | 31    | 0     | 8        | 0        | 0                          | 0                          | 39       | 0        |
| Total carrera                | Total carrera | Total carrera | 178   | 7     | 31       | 2        | 5                          | 0                          | 214      | 9        |

- Datos: Q14928240
- Multimedia: Diego Oyarzún / Q14928240